# Ctenomys australis
Espèce
Statut de conservation UICN

 EN B1ab(i,ii,iii,iv) : En danger
Ctenomys australis est une espèce qui fait partie des rongeurs de la famille des Ctenomyidae. Comme les autres membres du genre Ctenomys, appelés localement des tuco-tucos, c'est un petit mammifère d'Amérique du Sud bâti pour creuser des terriers. Ce rongeur est endémique d'Argentine où il est considéré comme en danger de disparition par l'UICN.
L'espèce a été décrite pour la première fois en 1934 par le zoologiste et paléontologue argentin Carlos Rusconi (1898-1969).